# Itobi
Itobi é um município do estado de São Paulo, no Brasil. Sua população estimada em 2024 era de 8.210 habitantes.

## Topônimo
"Itobi" é um nome que foi atribuído artificialmente em 1898 à antiga cidade de Rio Verde. Deveria significar "rio verde" em língua tupi, porém, segundo o tupinólogo Eduardo de Almeida Navarro, o topônimo mais correto seria "Iobi", formado pela junção dos termos tupis  'y (rio) e oby (verde).

## História
Em 1828, a região, pertencente a Casa Branca, era ocupada pelas fazendas Cocais do Rio Verde, Boa Vista de Água Suja e Boa Vista do Rio Doce. Em 27 de agosto de 1887, começou a funcionar a Companhia Férrea Ramal de Rio Pardo, que ligava Casa Branca a São José do Rio Pardo. Na região, funcionava a estação Rio Doce da estrada de ferro. Nesse ano, a povoação recebeu o nome de Vila Nova do Rio Verde. Em 1894, a povoação foi elevada a distrito policial. Em 1897, passou a pertencer ao município de São José do Rio Pardo. No ano seguinte, voltou a pertencer ao município de Casa Branca, e mudou seu nome para o atual, "Itobi". Adquiriu autonomia em 1959, emancipando-se do município de Casa Branca. O grande líder da emancipação de Itobi foi Alcibíades Pires (1917/1977), que orientou e conduziu a população itobiense até a vitória da emancipação.
Depois de muito trabalho, o resultado do plebiscito foi altamente expressivo (houve apenas dois votos "não"). Alcibíades Pires, "Seu Bida", como era conhecido carinhosamente, veio a ser o primeiro prefeito de Itobi, sendo reconduzido para o cargo quatro anos depois do término de seu primeiro mandato. No início do seu primeiro mandato, adquiriu ônibus novos para transportar estudantes itobienses para escolas de Casa Branca (em Itobi, havia apenas o curso primário, hoje chamado primeiro grau). Em seguida, Bida fundou a biblioteca pública de Itobi (denominada "Alfredo Rodrigues de Souza", em homenagem a funcionário exemplar do Grupo Escolar de Itobi que havia falecido recentemente).

### Formação territorial-administrativa
Histórico da formação do município:
- Distrito criado no município de Casa Branca pela Lei nº 568, de 27/08/1898.
- Município criado pela Lei nº 5.285, de 18/02/1959.

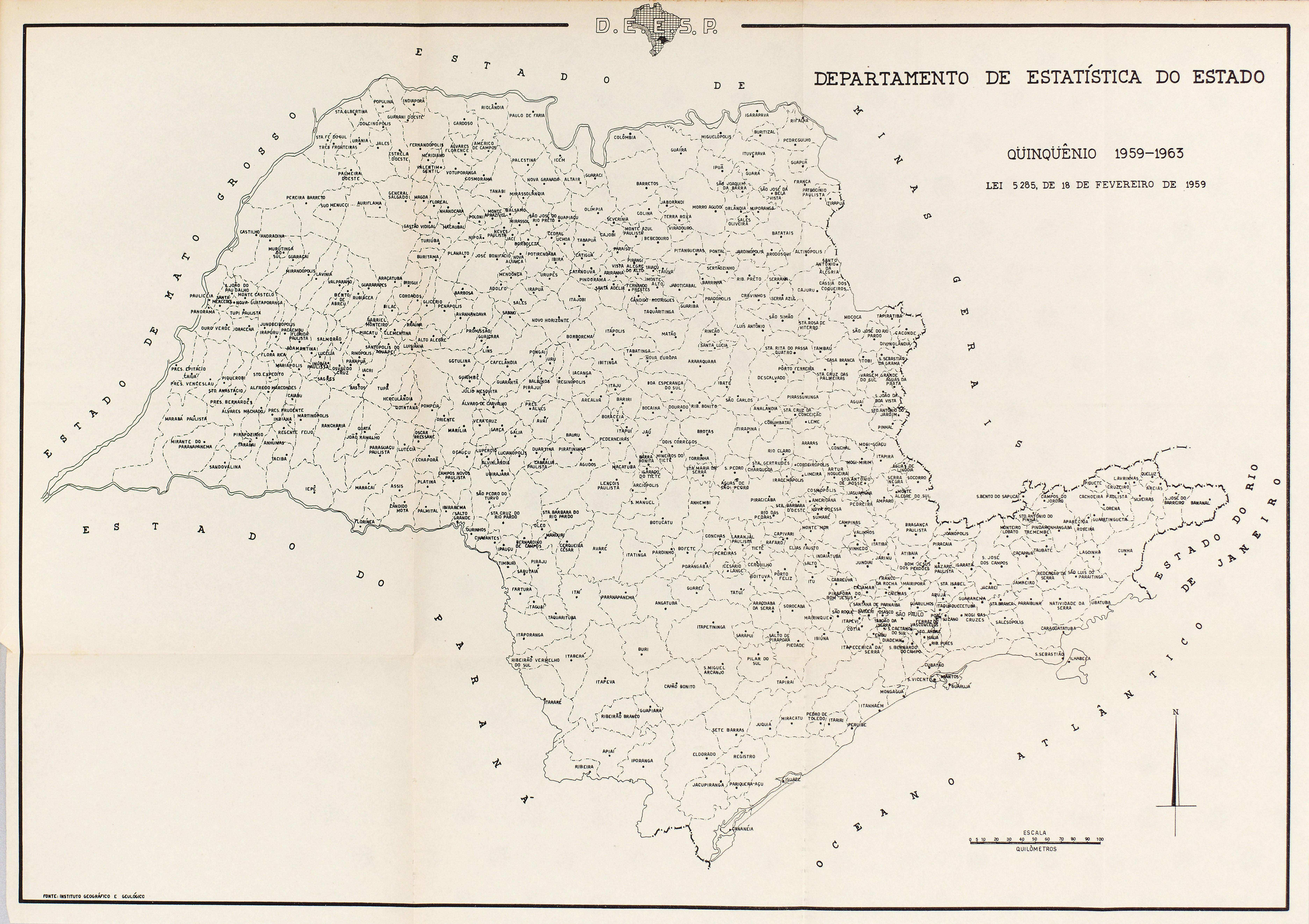
Estado de São Paulo (1959).

## Geografia
Localiza-se a uma latitude de 21º44'13" sul e a uma longitude de 46º58'30" oeste, estando a uma altitude de 658 metros. Possui uma área de 138,6 quilômetros quadrados.

## Demografia

### População
| Crescimento populacional                             | Crescimento populacional | Crescimento populacional | Crescimento populacional |
| Ano                                                  | População Total          |                          | %±                       |
| ---------------------------------------------------- | ------------------------ | ------------------------ | ------------------------ |
| 1960                                                 | 4 776                    |                          | —                        |
| 1970                                                 | 5 497                    |                          | 15,1%                    |
| 1980                                                 | 5 762                    |                          | 4,8%                     |
| 1991                                                 | 6 783                    |                          | 17,7%                    |
| 2000                                                 | 7 466                    |                          | 10,1%                    |
| 2010                                                 | 7 546                    |                          | 1,1%                     |
| 2022                                                 | 8 046                    |                          | 6,6%                     |
| Est. 2024                                            | 8 210                    | [ 9 ]                    | 2,0%                     |
| Fontes: Censos Demográficos IBGE e Estimativas SEADE |                          |                          |                          |

### Dados demográficos
Dados do Censo - 2000
População total: 7 466
- Urbana: 6 204
- Rural: 1 262
- Homens: 3 877
- Mulheres: 3 589

Densidade demográfica (hab./km²): 53,87
Mortalidade infantil até 1 ano (por mil): 11,20
Expectativa de vida (anos): 73,93
Taxa de fecundidade (filhos por mulher): 2,93
Taxa de alfabetização: 89,40%
Índice de Desenvolvimento Humano (IDH-M): 0,782
- IDH-M Renda: 0,676
- IDH-M Longevidade: 0,815
- IDH-M Educação: 0,854

(Fonte: IPEADATA)

## Infraestrutura

### Comunicações
O sistema de telefones automáticos foi inaugurado na cidade em 1973 pela Telecomunicações de São Paulo (TELESP), que também implantou o sistema de discagem direta à distância (DDD) em 1988 com o código de área (0196).
Na década de 90 o código DDD da cidade foi alterado para (019), para padronização do sistema telefônico com a telefonia celular que estava sendo implantada em todo o estado.

## Religião
O Cristianismo se faz presente na cidade da seguinte forma:

### Igreja Católica
A grande maioria da população é católica apostólica romana e o município pertence à Diocese de São João da Boa Vista.

### Igrejas Evangélicas
Entre as igrejas protestantes históricas, pentecostais e neopentecostais, encontram-se na cidade:
- Igreja Adventista do Sétimo Dia, Igreja do Evangelho Quadrangular, Igreja Pentecostal Deus é Amor, Congregação Cristã no Brasil (essa, a mais antiga das evangélicas de Itobi),[19] Igreja Pentecostal Plenitude Ministério Itobi, Igreja Universal do Reino de Deus, Igreja Presbiteriana, Assembleia de Deus (Ministério Belém, Ministério Ipiranga, Ministério Madureira),[20][21] e Comunidade Evangélica Projeto Salvação.